# 彼得·劳伦斯
彼得·安东尼·劳伦斯（英語：Peter Anthony Lawrence，1941年6月23日—）是英国发育生物学家，现任剑桥大学动物学系和分子生物学实验室研究员。

## 个人经历
劳伦斯早年在西约克郡韋瑟比的温宁顿学校读书，后来进入剑桥大学圣凯瑟琳学院，并获得哈克尼斯奖学金和前往美国进修医学的机会。1966年，他在昆虫学家文森特·威格尔斯沃思的指导下完成了对大乳草长蝽的研究，并获得博士学位。从1969年到2006年，他一直在英國醫學研究委員會从事研究工作。

## 主要研究
彼得·劳伦斯和同事希内斯·莫拉塔巩固完善了西班牙发育生物学家安东尼奥·加西亚-贝利多提出的区室理论。该理论认为，在动物胚胎发育过程中，区室会在一些“选择基因”的作用下分化为两个，它们之间相互作用，促进器官的形成。这一理论主要基于对果蝇的长期研究。

## 轶闻
1992年，彼得·劳伦斯出版了介绍苍蝇生物学特征的《苍蝇结构》（The Making of a Fly）一书。2011年4月，生物学家迈克尔·艾森在个人博客上称，他发现亚马逊线上书店上的两家旧书商出售的这本书价格高得难以置信。在网友大量回复评论之前，价格曾一度突破2300万美元。
彼得·劳伦斯也曾写过许多探讨科技与伦理关系的文章。2004年，英国生物学家及1962年诺贝尔生理及医学奖得主弗朗西斯·克里克离世后，彼得·劳伦斯撰写了对他的悼念和回忆文章，并发表在《當代生物學》期刊上。

## 荣誉
- 1976年：欧洲分子生物学组织会员[21]
- 1983年：英国皇家学会院士[22]
- 1994年：英国皇家学会達爾文獎章[23]
- 2000年：瑞典皇家科学院外籍院士[3]
- 2007年：阿斯图里亚斯亲王奖[24]